# Calophasia alexinschii
Calophasia alexinschii là một loài bướm đêm trong họ Noctuidae.